# (32824) 1992 CJ3
1992 CJ3 (asteroide 32824) é um asteroide da cintura principal. Possui uma excentricidade de 0.15723500 e uma inclinação de 4.15119º.
Este asteroide foi descoberto no dia 2 de fevereiro de 1992 por Eric Walter Elst em La Silla.